# L.A. Noire
L.A. Noire — неонуарна детективна відеогра, дебют австралійської студії Team Bondi в жанрі пригодницького бойовика. Видана компанією Rockstar Games. Випущена для Xbox 360, Playstation 3 та Microsoft Windows. Дія гри відбувається в 1947 році в місті Лос-Анджелес. Гравцеві, виступаючому в ролі детектива поліції Лос-Анджелеса (англ. Los Angeles Police Department, скор. LAPD) на ім'я Коул Фелпс, належить розкрити ряд злочинів. У грі розслідування і пошук злочинців перемішуються з насиченими бойовими моментами, такими як: погоні, рукопашні сутички і перестрілки.
L.A. Noire стала першою відеогрою, удостоєною честі бути представленою як офіційний відбір на кінофестивалі Tribeca. Гра була випущена для консолей PlayStation 3 та Xbox 360 у травні 2011 року, а для Windows – у листопаді; розширена версія була випущена для Nintendo Switch, PlayStation 4 та Xbox One у листопаді 2017 року. Гра отримала позитивні відгуки критиків, які похвалили лицеву анімацію, оповідання, персонажів, постановки, музику, дизайн світу та геймплей допитів, хоча відгуки про стрілянину та механіку водіння були більш стримані. Гра розійшлася тиражем у чотири мільйони екземплярів у перший місяць та 7,5 мільйона до вересня 2017 року, а також отримала кілька номінацій за підсумками року від ігрових видань.

## Розробка
З самого початку розробки у 2004 році була ексклюзивом ігрової консолі PlayStation 3. Але через деякий час головний продюсер Брендон МакНамара (англ. Brendan McNamara) розповів, що проект також розробляється і для Xbox 360. Наприкінці квітня 2011 року, рейтингове агентство ESRB на сторінці гри у графі "Платформи", додали рядок Windows PC і тим самим спровокували хвилю чуток, щодо ймовірності релізу гри для персональних комп'ютерів. Офіційний анонс на цю платформу відбувся 23 червня 2011 року. Реліз гри в США відбувся 8 лютого 2011 року, реліз для решти країн — 11  лютого.

## Сюжет
Сюжет розпочинається в 1947 році, в Лос-Анджелесі. Головний герой — Коул Фелпс (Аарон Стетон), відносно новий член Поліцейського Департаменту Лос-Анджелеса, що несе службу в Патрульному Відділенні, успішно розслідує вбивство разом з напарником, Офіцером Данном (Родні Скотт). Гра продовжується, слідуючи просуванню героя службою. Так, його підвищують і переводять до Транспортного відділу, а пізніше - до Відділу Вбивств, де він розслідує серію жахливих вбивств (засновано на знаменитому реальному "Вбивстві Чорної Орхідеї"). Вбивця виявляється зведеним братом політика високого рівня, і тому справу ладнають.
Фелпса переводять до Відділу Моралі (Vice Desk), де він співпрацює з досвідченим слідчим Роєм Ерлом. Фелпс проникає у вищі кола Лос-Анджелеського суспільства, бачить справжню картину і дізнається про корупцію в органах влади та поліції. Також місто наповнює наркотик морфін, викрадений за кілька місяців до того з військового корабля. Справа була закрита. Поліцейські розкривають кілька справ щодо наркотиків, але це нічого не дає. Через деякий час Фелпс зраджує своїй жінці зі співачкою Ельзою (Еріка Хейнатц) і його розкривають, внаслідок чого його репутація руйнується. Він переживає розлучення і зниження у посаді. Коула переводять до Відділу Підпалів.
Паралельно розвивається ще дві історії: історія студента медуніверситету Кортні Шелдона (Чад Тодхантер) та його викладача, доктора Фонтейна (Пітер Бломквіст). Цю історію можна взнавати з газет, які можна знайти під час Фелпсових розслідувань. Виявляється, що Кортні брав участь в пограбуванні корабля з морфіном. У нього виникають проблеми з місцевою мафією, які йому допомагає владнати Джек Келсо (Джин МакКінні). Але доктор Фонтейн заспокоює хлопця і просить передати йому морфін.
Інша - історія служба Фелпса у морській піхоті та його непростих відносин з Джеком Келсо (усі вони, разом з Кортні Шелдоном, служили в єдиному підрозділі).Коул розслідує кілька підпалів. Йому допомагає Джек Келсо, з яким були налагоджені відносини (за допомогою Ельзи). Вони встановлюють, що підпали замовлені компанією "The Suburban Redevelopment Fund", очолюваною магнатом та представником Лос-Анджелеської еліти Леландом Монро (Джон Ноубл). Сюди ж призводять і всі сліди продажу морфіну. Компанія, використовуючи гроші від продажу наркотику, будує хиткі та ненадійні будинки, а потім замовляє їх підпал, щоб отримати гроші за страхування. Підпали виконує психічно неврівноважений колишній солдат, пацієнт доктора Фонтейна. Доктор Фонтейн, Леланд Монро, а також мер Лос-Анджелеса і начальник поліції мають змову, спрямовану лиш на збагачення кожного. Рой Ерл також знає про це, і виступає їх безпосереднім інструментом.
Починається серія загадкових вбивств. Гинуть колишні бійці підрозділу Фелпса. Всі вони десь отримали великі гроші, Фелпс розуміє, що саме вони пограбували корабель з морфіном. Не вдається попередити смерть решти з них.
Кортні Шелдон розуміє, що чинить неправильно, має все більше сумнівів у чесності Фонтейна. Під час одного з прийомів доктор вбиває Кортні, коли той розуміє і каже більше, ніж мав би.
Джек Келсо та решта бійців вриваються до особняку Леланда Монро. Келсо стріляє йому в ногу.
Чоловіком, що спалював будинки, виявляється Іра Ходжбум, колишній вогнеметник підрозділу Фелпса та Келсо. Доктор Фонтейн веде прийом Ельзи, яка теж забагато взнала. Він оглушує співачку, але в цей час до кабінету вривається Іра Ходжбум, який розуміє, що Фонтейн його лише використовував у корисних цілях. Вогнеметник забиває доктора і, втікаючи, бере непритомну Ельзу з собою.
Келсо знаходить Ходжбума, той ховається у тунелях річки Лос-Анджелес. Джек прямує туди, але поліція розпочинає переслідування його як особливо небезпечного злочинця. Фелпс та його напарник Біггс також змушені брати участь, та в певний момент вони "переходять" на сторону Келсо, захищаючи його від інших поліцейських. Діставшись до тунелів, вони обоє заходять туди. На місце приїжджає чоловік, що претендує на пост прокурора. Він загрожує позбавити Лос-Анджелес від корупції та навести лад, також підтримує Коула і Джека і затримує поліцію, щоб ті не продовжували їх переслідування у тунелях.
Фелпс і Келсо знаходят Іру, який кінцево з'їхав з глузду, та Ельзу. Прокручуються уривки з війни, де показано, що під час операції Фелпс наказує безжально випалювати печери, де може ховатись ворог. Іра, бажаючи виконати наказ, заходить в одну з печер, не повертаючись. Показують другий уривок, де підпалено печеру-шпиталь. Люди помирають у важких муках, весь загін шокований, Фелпс намагається думати. Кортні, злий за такий наказ і на Фелпсовий перфекціонізм, що переважує навіть над гуманізмом, стріляє тому у спину. Келсо заспокоює обох, наказавши, щоб ніколи більше не згадували, що відбулось в тій печері.
Фелпс та Ельза тікають каналізацією, починається повінь. Келсо добиває Іру та слідує за ними. Доходячи до люку, вони за допомогою Біггса піднімають Ельзу та Джека. Залишається лише Коул, ті кажуть йому, щоб він стрибав, повінь підходить, але Фелпсу не вдається. Він героїчно гине.
Показано похорони. Біггс підходить до Келсо і каже, що Фелпс ніколи не був йому другом. Джек відповідає, що знає, але зауважує, що Коул ніколи не був йому ворогом.
Остання сценка демонструє корабель. Кортні підбиває солдат на пограбування, але Келсо відмовляється брати участь, помічаючи, що перестане поважати бійців, якщо вони погодяться.

## Музика

### L.A. Noire Official Soundtrack
Офіційний саундтрек L.A. Noire складається з партитури композиторів Ендрю Хейла та Сімона Хейла, а також оригінальних пісень стилю 1940-х років, створених групою The Real Tuesday Weld та виконаних Клаудією Брюкен.
| Список треків | Список треків                       | Список треків                           | Список треків |
| #             | Назва                               | Виконавець                              | Тривалість    |
| ------------- | ----------------------------------- | --------------------------------------- | ------------- |
| 1.            | «Назва»                             | Andrew Hale                             | 3:06          |
| 2.            | «New Beginning, Pt. 1»              | Andrew Hale & Simon Hale                | 1:06          |
| 3.            | «New Beginning, Pt. 2»              | Andrew Hale & Simon Hale                | 1:25          |
| 4.            | «New Beginning, Pt. 3»              | Andrew Hale & Simon Hale                | 3:18          |
| 5.            | «Minor 9th»                         | Andrew Hale                             | 2:50          |
| 6.            | «Pride of the Job, Pt. 1»           | Andrew Hale & Simon Hale                | 2:38          |
| 7.            | «Pride of the Job, Pt. 2»           | Andrew Hale & Simon Hale                | 2:32          |
| 8.            | «Noire Clarinet»                    | Andrew Hale                             | 2:33          |
| 9.            | «Temptation, Pt. 1»                 | Andrew Hale & Simon Hale                | 1:14          |
| 10.           | «Temptation, Pt. 2»                 | Andrew Hale & Simon Hale                | 2:12          |
| 11.           | «Temptation, Pt. 3»                 | Andrew Hale & Simon Hale                | 0:52          |
| 12.           | «J.J.»                              | Andrew Hale & Fly                       | 1:30          |
| 13.           | «Redemption, Pt. 1»                 | Andrew Hale & Simon Hale                | 1:07          |
| 14.           | «Redemption, Pt. 2»                 | Andrew Hale & Simon Hale                | 2:28          |
| 15.           | «Redemption, Pt. 3»                 | Andrew Hale & Simon Hale                | 1:21          |
| 16.           | «Slow Brood»                        | Andrew Hale & Simon Hale                | 2:02          |
| 17.           | «Use and Abuse, Pt. 1»              | Andrew Hale & Simon Hale                | 1:26          |
| 18.           | «Use and Abuse, Pt. 2»              | Andrew Hale & Simon Hale                | 0:49          |
| 19.           | «Use and Abuse, Pt. 3»              | Andrew Hale & Simon Hale                | 0:38          |
| 20.           | «Use and Abuse, Pt. 4»              | Andrew Hale & Simon Hale                | 1:21          |
| 21.           | «Fall from Grace, Pt. 1»            | Andrew Hale & Simon Hale                | 1:44          |
| 22.           | «Fall from Grace, Pt. 2»            | Andrew Hale & Simon Hale                | 1:13          |
| 23.           | «Murder Brood, Pt. 1»               | Andrew Hale & Simon Hale                | 2:34          |
| 24.           | «Murder Brood, Pt. 2»               | Andrew Hale & Simon Hale                | 2:18          |
| 25.           | «Main Theme (Redux)»                | Andrew Hale                             | 1:25          |
| 26.           | «(I Always Kill) The Things I Love» | Claudia Brücken & The Real Tuesday Weld | 2:55          |
| 27.           | «Guilty»                            | Claudia Brücken & The Real Tuesday Weld | 2:14          |
| 28.           | «Torched Song»                      | Claudia Brücken & The Real Tuesday Weld | 4:12          |
| 55:21         |                                     |                                         |               |

## Технологія Facial MotionScan
У грі вперше використовується найновіша технологія захоплення руху під назвою Facial MotionScan, розробником якої виступає студія Depth Analysis. Завдяки цій розробці можливо з високою якістю передати будь-які емоції персонажа. Для цього використовується 32 камери високої чіткості, які розташовуються з різних ракурсів. І що найголовніше - процедура не потребує спеціальних датчиків на акторі.